# MC BK
MC BK(1979년 7월 13일 ~ )는 대한민국의 래퍼이다. 소속 크루 및 레이블은 붓다 베이비와 스나이퍼 사운드이다. MC 스나이퍼의 1집 히트곡 〈BK Love〉의 실제 주인공이기도 하다. 아울러 MC 스나이퍼와는 초등학교 시절부터 알고 지낸 절친 사이였다고 한다. 21살 경인 1999년에 고향인 충청북도 제천에서 서울로 올라와 우연히 클럽에서 만난 일본인 친구가 들려준 힙합 음악에 매료되어 음악을 시작해야겠다고 마음먹었으며, 막노동, 신문배달, 호프 서빙 같은 고된 아르바이트를 버티면서 음악의 끈을 놓지 않았다. 그러다가 음악생활 12년 만인 2011년에 드디어 첫 앨범인 《BLIND》를 내놓았고, 이후 2013년까지 총 두 장의 디지털 싱글을 더 발표하기도 하였다. 2011년에는 같은 크루 & 레이블 소속이었던 Mr. Room9과 Ugly Picture를 결성, 《어글리토오크》를 발표한 바 있다. 2014년에는 스나이퍼 사운드에 새로 영입된 프로듀서인 Roy C와 공동 제작한 EP 《엄마》를 발표하였다.

## 디스코그래피
- 2011년 10월 17일 《BLIND》 (EP)
- 2012년 12월 31일 《빈자리》 (Digital Single)
- 2013년 6월 20일 《Time》 (Digital Single)
- 2014년 4월 30일 《엄마》 (EP)
- 2015년 3월 17일 《제발》 (Digital Single)